# كولن برازير
كولن برازير (بالإنجليزية: Colin Brazier)‏ هو مقدم تلفزيوني وصحفي بريطاني، ولد في 28 مارس 1968 في برادفورد في المملكة المتحدة.

## روابط خارجية
- كولن برازير على موقع IMDb (الإنجليزية)